# Pach Brothers

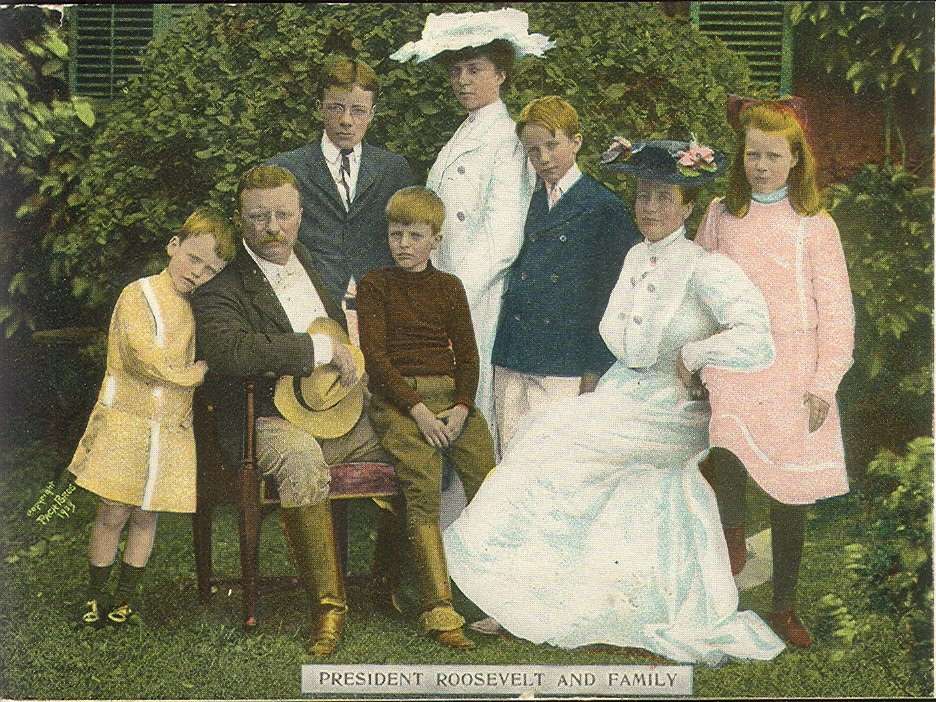
Pach Brothers: Rodina Theodora Roosevelta, kolorovaná verze pohlednice, 1903

Fotografické studio Pach Brothers (Pach Bros., česky Bratři Pachovi) bylo jedno z nejstarších portrétních fotografických studií v New Yorku, které začalo fungovat v roce 1867. Studio vlastnil prominentní komerční fotograf Gotthelf Pach, jehož syn Walter Pach byl umělecký kritik a historik umění, který organizoval výstavy a psal rozsáhlé statě o moderním umění. Zhotovovali hodně fotografické zakázky pro Metropolitní muzeum umění, přičemž mladý Walter Pach svého otce do muzea často doprovázel.
Mezi ty, kdo se v ateliéru Pach Brothers nechali portrétovat, patřili patroni města včetně slavných a obyčejných Američanů zapojených do obchodu, politiky, státní správy, medicíny, práva, vzdělání a umění, stejně jako tisíce rodin, studentů a dětí. Ti všichni seděli před fotoaparátem firmy Pach od roku 1866. I přes ničivý požár v roce 1895, který zničil newyorské studio a technické místnosti, kde se fotografie zpracovávaly, včetně celého jejich archivu negativů, pokračovala firma Pach Brothers v dalším fotografování.

## Galerie

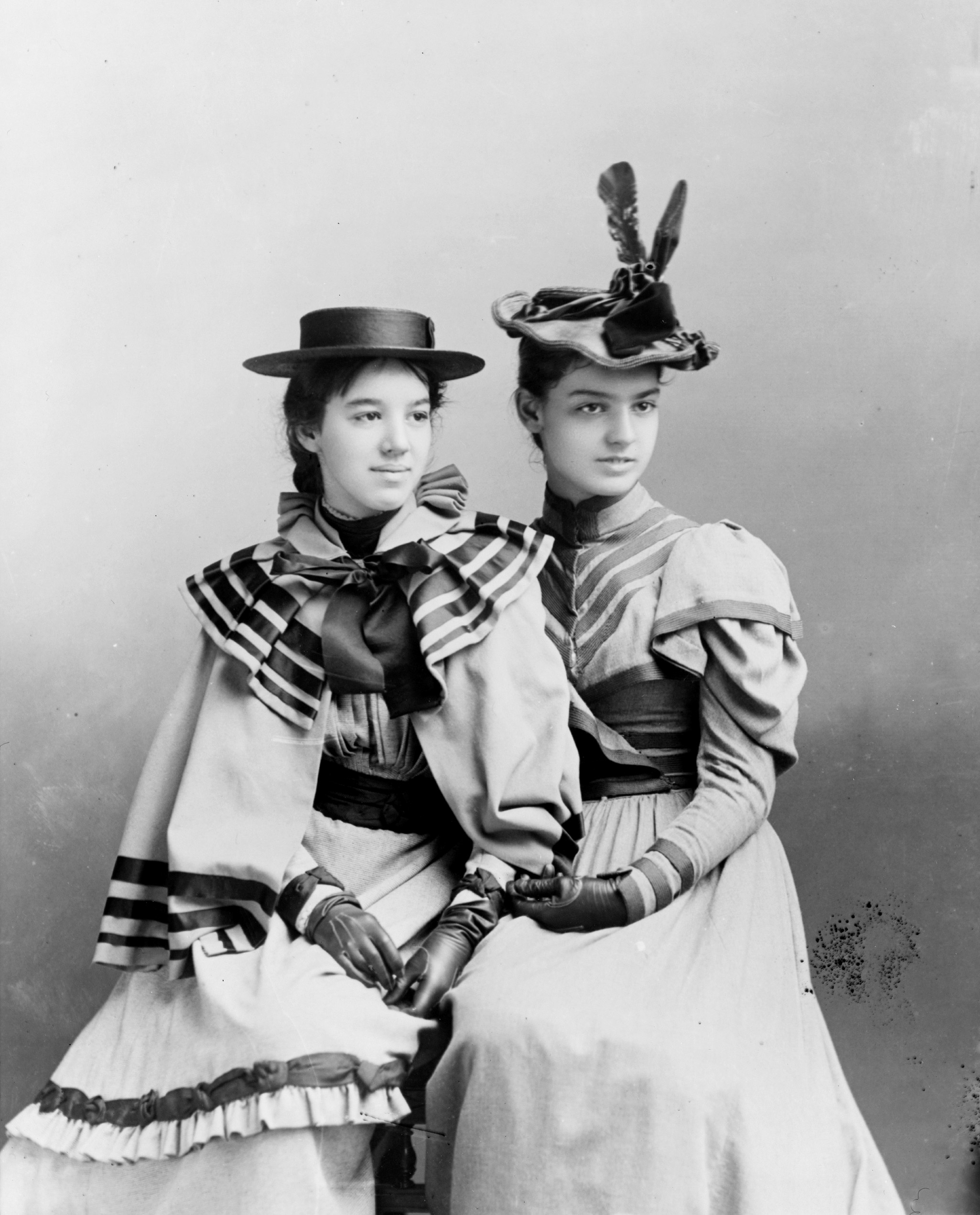
Marian Hubbard "Daisy" Bell a Elsie May Bell, Pach Brothers, ca. 1896
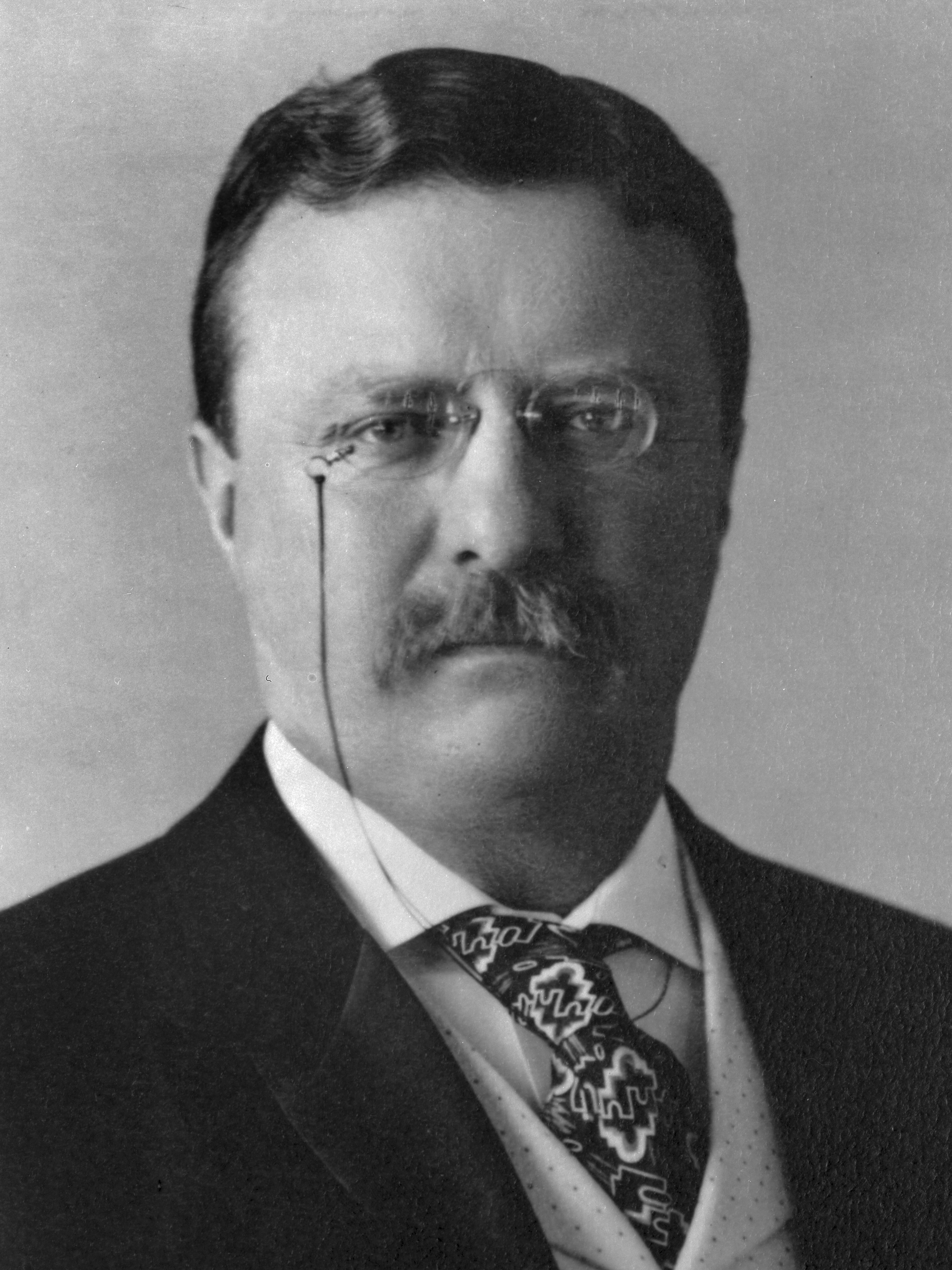
Theodore Roosevelt
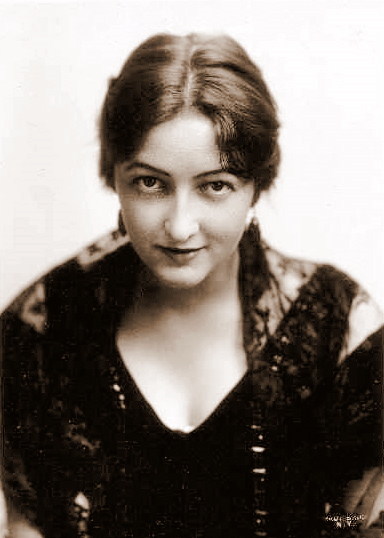
June Elvidge
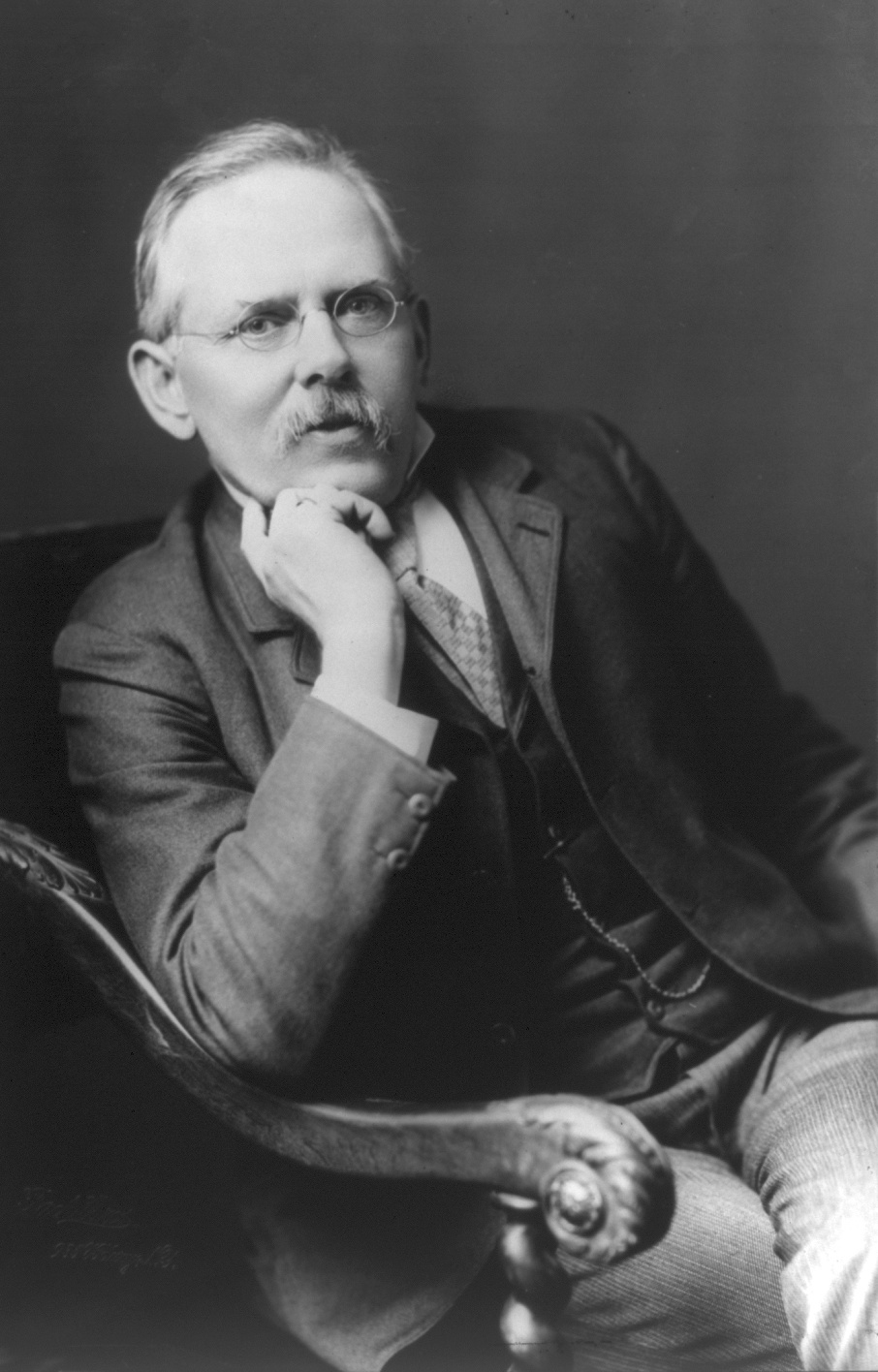
Jacob Augustus Riis, 1. dubna 1904
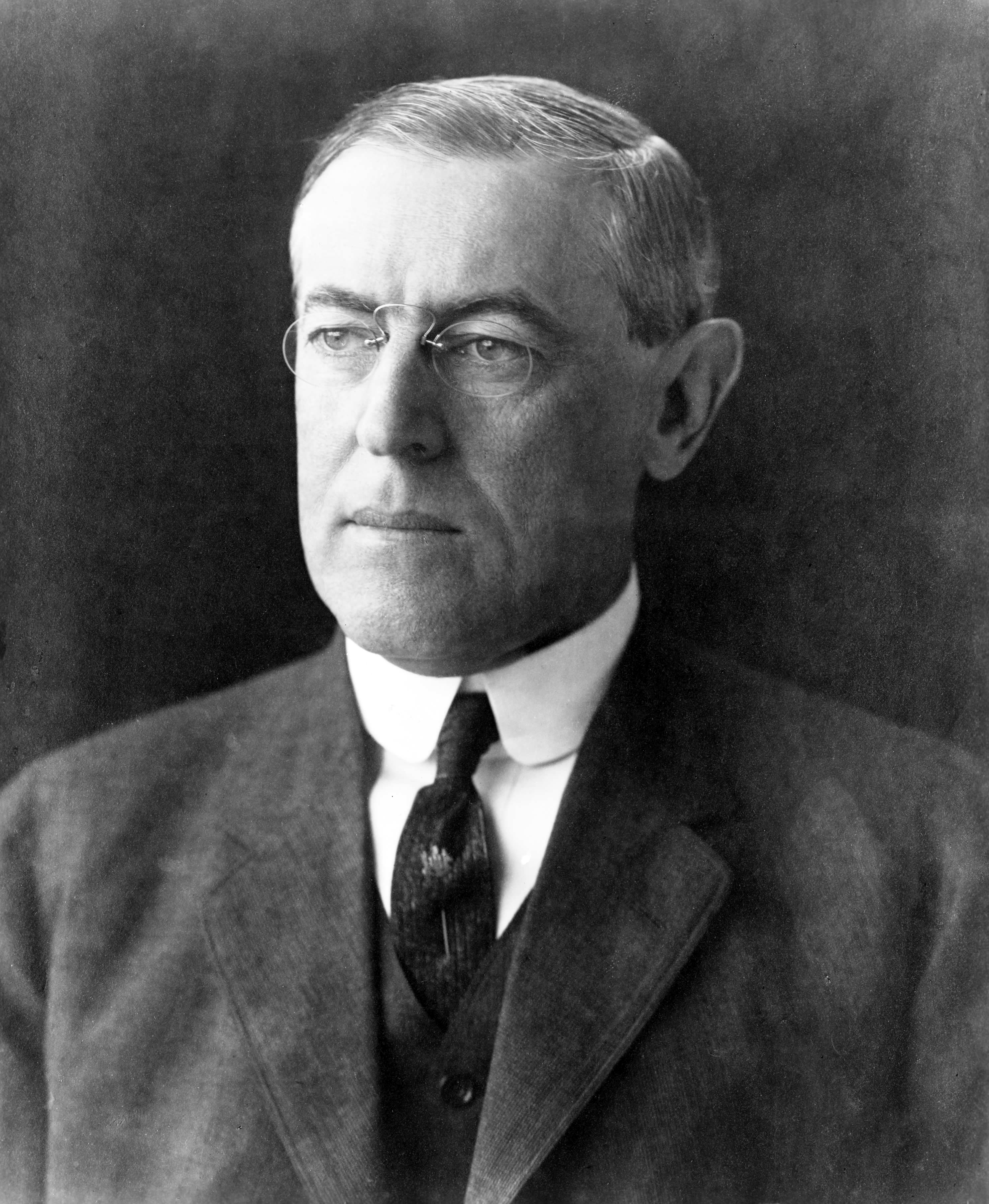
Prezident Woodrow Wilson, 2. prosince 1912
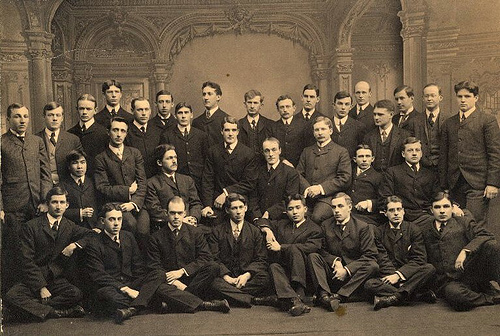
Yale School, 1904
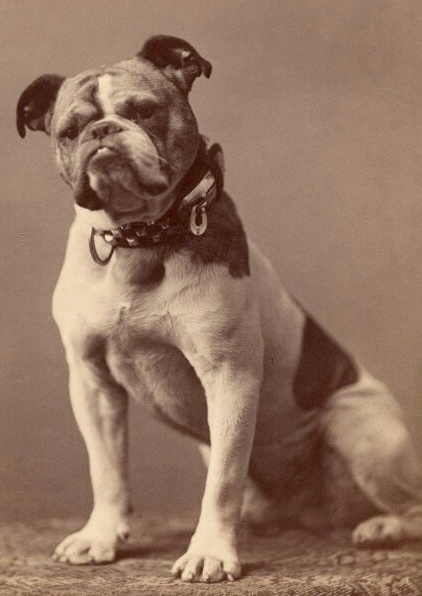
Maskot Yale College, 1889